# Laserinduziertes Gitter
Ein laserinduziertes Gitter (LIG, engl.: laser induced grating) ist ein optisches Gitter, das durch Interferenz zweier Laserstrahlen entsteht, die auf einen Punkt eines nichtlinear optischen Materials fokussiert werden.
In den Zonen konstruktiver Interferenz werden durch diese Eigenschaften des Materials die optischen Materialkonstanten gegenüber den Zonen destruktiver Interferenz geändert. Dadurch wird für die Dauer der Bestrahlung ein optisches Gitter erzeugt, das je nach Ursache dieser optischen Nichtlinearität ein Phasen- oder ein Absorptionsgitter oder eine Mischung aus beidem sein kann. Ursache für die Änderung der optischen Eigenschaften sind entweder thermische oder rein elektronische Anregungen im Medium (Festkörper, Flüssigkeiten oder Gase), die eine lokale Änderung des Absorptionsindex bzw. des Brechungsindex der bestrahlten Stellen gegenüber denen der destruktiven Interferenz induzieren.
Sind die beiden interferierenden Laserstrahlen intensiv genug, kann man die am induzierten Gitter erzeugten, abgebeugten Ordnungen der Laserstrahlen auch ohne Detektor mit dem bloßen Auge erkennen. Man spricht dann von Selbstbeugung, wenn sich die Laserstrahlen an ihrem eigenen Gitter beugen. Wird ein dritter Laserstrahl daran gebeugt, spricht man von Fremdbeugung.
Die Einfallswinkel zwischen beiden einfallenden Strahlen und ihre Wellenlänge bestimmen die Gitterkonstante des induzierten optischen Gitters.
Haben die beiden einfallenden Strahlen unterschiedliche Wellenlängen, kommt es durch die optische Schwebung zu laufenden Gittern, das Interferenzmuster bewegt sich dann mit der Geschwindigkeit der Schwebefrequenz als sogenanntes laufendes Gitter über die Probe hinweg.
Diese Phänomene lassen sich in der optischen Spektroskopie zur Untersuchung von z. B. Diffusionslängen elektronischer oder thermischer Vorgänge in Gasen und Festkörpern verwenden.